# Alphons Hanlo
Alphonsus Maria Bernardus Hanlo (Amsterdam, 29 maart 1843 - Den Haag, 10 december 1921) was een Nederlands jurist en vicepresident van de Hoge Raad der Nederlanden.
Hanlo werd geboren te Amsterdam als zoon van mr. Antonius Zacharias Hanlo, raadsheer in de Hoge Raad, en Julia Francisca Johanna ten Sande. Hij studeerde rechten aan de Universiteit Leiden van 1862 tot 1867; hij promoveerde daar op 6 februari 1867 magna cum laude op De samenloop van misdrijven volgens de verschillende hedendaagse wetgevingen. In 1869 werd hij substituut-griffier bij de Rechtbank Goes; vier jaar later werd hij benoemd in dezelfde functie bij de Rechtbank Maastricht, waar hij vervolgens in 1876 officier van justitie werd. 
Op 8 februari 1904 werd Hanlo, toen reeds bijna dertig jaar officier van justitie te Maastricht, aanbevolen voor benoeming in de Hoge Raad voor een vacature die was ontstaan door het overlijden van Julius Jacobus van Meerbeke. Hij was tweede op de aanbeveling; op de eerste plaats stond mr. P.M.O.H. Beerenbroek, president van de Rechtbank Roermond. De Tweede Kamer plaatste Hanlo echter bovenaan de voordracht en benoeming volgde op 9 maart 1904. Na het overlijden van Scato Laman Trip en de benoeming van Witius Hendrik de Savornin Lohman in 1914 werd Hanlo benoemd tot vicepresident, wat hij zou blijven tot zijn ontslag op verzoek op 1 oktober 1918. Hij overleed in zijn woonplaats Den Haag op 10 december 1921.
Hanlo's oudere broer mr. Bernardus Hubertus Maria Hanlo (1829-1902) was eveneens raadsheer in de Hoge Raad, van 1889 tot 1902. Hanlo trouwde op 5 juli 1870 te Zwolle met Wilhelmina Maria Walburgis Heerkens; op 29 april 1885 trouwde hij voor een tweede maal met Cornelia Johanna Maria Tellegen (1853-1934), lid van de familie Tellegen. Uit dit huwelijk werd geboren Julie Hortense Marie Hanlo.
- International Standard Name Identifier: 0000 0003 9066 6190
- Nederlandse Thesaurus van Auteursnamen: 070019479
- Virtual International Authority File: 284308719
- WorldCat: E39PBJy4hdcMdKXDY68m8KxkXd